# Lilla Mösjön
Lilla Mösjön är en sjö i Hultsfreds kommun i Småland och ingår i Emåns huvudavrinningsområde.